# 希梅內斯市 (拉臘州)

希梅內斯市（英語：Municipio Jiménez）是委內瑞拉的一個市，位於該國西部拉臘州，首府設於基沃爾，始建於1818年1月27日，面積768平方公里，2007年人口97,524，人口密度每平方公里130人。